# سمندون
سمندون مجموعه تلویزیونی ایرانی به نویسندگی و کارگردانی ناصر هاشمی است که در سال ۱۳۷۳ تولید و در سال ۱۳۷۴ از تلویزیون ایران پخش شد. داستان فیلم در مورد یک بچه‌غول ۲۰۰۰ ساله به نام سمندون است که در زیر زمین خانه‌ای قدیمی زندگی می‌کند. در این مجموعه ناصر هاشمی، رشید اصلانی، داریوش اسدزاده، حمیده خیرآبادی ایفای نقش کردند و طراح چهره پردازی آن را جلال‌الدین معیریان برعهده داشت.
این سریال با انتقاداتی از سوی منتقدین سینما و تلویزیون روبرو شد چرا که مخاطب اصلی فیلم، نوجوانان بودند ولی ژانر فیلم مناسب کودک و نوجوان نبود. این سریال بیشتر صحنه‌های ژانر وحشت را به مخاطب القا می‌کرد که این قضیه مورد انتقاد مدیران سازمان صدا و سیما قرار گرفت و کارگردان فیلم را از ساختن ادامه آن منصرف کرد.

## خلاصه داستان
در منزل عمه (حمیده خیرآبادی) زیرزمین اسرارآمیزی وجود دارد که برادرزادهٔ عمه (ناصر هاشمی) می‌خواهد از آن استفاده کند. بعد از اینکه به این زیرزمین پا می‌گذارد متوجه می‌شود که یک بچه دیو ۲۰۰۰ ساله در آنجا زندگی می‌کند و در انتظار رسیدن مادرش است.

## موقعیت سریال
مکانی که سریال سمندون در آن فیلم‌برداری شده،خانه میرزابزرگ نوری (میرعماد ثانی) در شهر تهران و محله تاریخی پامنار، کوچه صوفیانی واقع شده و قدمتش به دوره قاجار بازمی‌گردد که برای سریال‌ها و فیلمهای سینمایی متعددی مورد استفاده قرار گرفته‌است.